# مقاطعة بوهيميا الألمانية
مقاطعة بوهيميا الألمانية (الألمانية: وصلة=| عن هذا الصوت  . (بالتشيكية: Německé Čechy)‏ كانت مقاطعة في بوهيميا، وهي الآن جمهورية التشيك، التي أنشئت لفترة قصيرة من الزمن بعد الحرب العالمية الأولى، كجزء من جمهورية ألمانيا النمساوية.
شملت أجزاء من شمال وغرب بوهيميا، في ذلك الوقت يسكنها أساسا الألمان العرقيون. كانت المراكز السكانية الهامة هي Reichenberg (الآن ليبيريتس) وAussig (أوستي ناد لابم) و Teplitz-Schönau (تبليتسه) وDux (دشكوف) وEger (خب) و Marienbad (Mariánské Lázně) وKarlsbad (كارلوفي فاري) و Gablonz an der Neiße. (يابلونيتش ناد نيسو)، Leitmeritz (ليتوميريتسه)، Brüx (معظم) وSaaz (زاتيك). ستشكل الأرض التي تتألف منها المقاطعة لاحقًا جزءًا لا يتجزأ من الإقليم المعروف لاحقًا باسم «سوديتنلاند».

## التاريخ

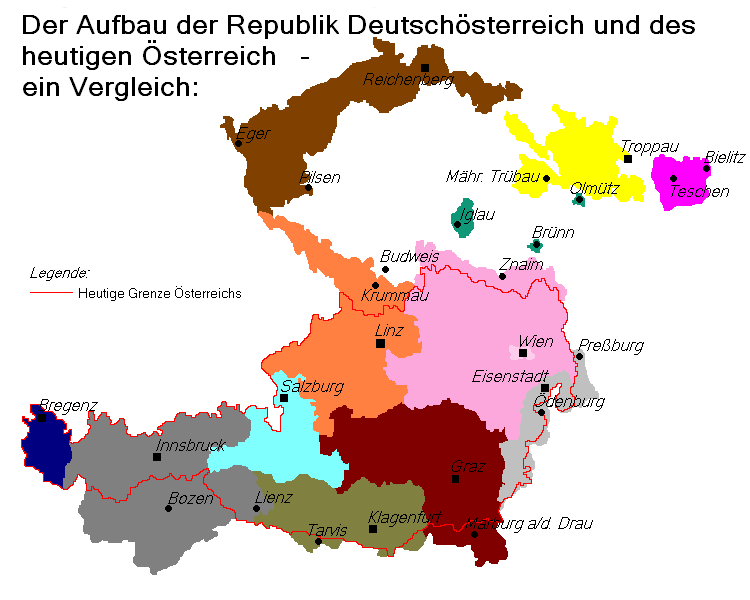
Province of the Sudetenland

وقد وجد علماء الآثار أدلة على هجرات سلتيك وبوي عبر بوهيميا في القرن الثالث قبل الميلاد. بدأت المستوطنة الجرمانية في القرن الأول الميلادي. استقر السلافيون من منطقة البحر الأسود - منطقة الكاربات هنا في القرن السابع. جاء الألمان كتجار في القرن العاشر. في العصور الوسطى العليا، بدأوا في الاستقرار في المناطق الحدودية الأقل كثافة سكانية. كانت الأراضي التي تشكل بوهيميا الألمانية تاريخياً جزءًا لا يتجزأ من دوقية ومملكة بوهيميا. في وقت لاحق، مع الانهيار الوشيك لهابسبورج - النمسا - المجر في نهاية الحرب العالمية الأولى، بدأت مناطق بوهيميا ذات الأغلبية الألمانية العرقية في التحرك لتجنب الانضمام إلى دولة تشيكوسلوفاكية جديدة. في 27 أكتوبر 1918، أعلنت Egerland الاستقلال عن بوهيميا وبعد يوم من إعلان استقلال الجمهورية التشيكوسلوفاكية في العاصمة البوهيمية براغ.
في 11 نوفمبر 1918، تخلى الإمبراطور كارل الأول إمبراطور النمسا عن السلطة، وفي 12 نوفمبر، تم إعلان المناطق الألمانية العرقية في الإمبراطورية جمهورية النمسا الألمانية، بهدف التوحيد مع الرايخ الألماني. تشكلت مقاطعة بوهيميا الألمانية من جزء بوهيميا الذي كان يضم في الأساس الألمان العرقيين (ومع ذلك، تمت إضافة المناطق الألمانية العرقية في جنوب غرب بوهيميا في غابة بوهيميا إلى النمسا العليا بدلاً من بوهيميا الألمانية).  كانت عاصمة المقاطعة في رايشنبرج.
في عام 1919، كان يسكن إقليم المقاطعة 2.23 مليون من أصل ألماني، و116،275 من التشيك.
بعد الحرب العالمية الثانية، أُعيد دمج كل هذه الأراضي في جمهورية تشيكوسلوفاكية الجديدة. تم طرد الغالبية العظمى من السكان الألمان (أكثر من 94 ٪) من الأراضي التشيكوسلوفاكية: العديد منهم قتلوا أو لقوا حتفهم أثناء رحلتهم من المهاجمين التشيك والسوفيات على حد سواء. 